# Svatý nos
Svatý nos (rusky Святой Нос) je mys na pobřeží moře Laptěvů v Republice Sacha v Rusku.

## Geografie
Mys se nachází na severozápadním cípu stejnojmenného poloostrova a odděluje Ebeljachšskou zátoku na jihozápadě od průlivu Dmitrije Laptěva na severozápadě. Je to jeden z geografických bodů, které podle Mezinárodní hydrografické organizace vymezují moře Laptěvů.

## Historie
Mys Svatý nos byl objeven v roce 1648 kozákem Timofejem Michajlovičem Buldakovem, který ho jako první obeplul. Na samotném mysu se dochovalo mnoho křížů vztyčených cestovateli a lovci, kteří se přes mys vydávali na Ljachovské ostrovy.
Svatý nos krom jiného navštívili a popsali ruští cestovatelé Matvěj Gedenštrom, Jakov Sannikov, Pjotr Anžu a Eduard Toll.
V letech 1947 až 1987 nedaleko od mysu existovala stejnojmenná polární stanice a troposférická radioreléová stanice 11/103.

## Jiné významy
Název Svatý nos nese několik dalších lokalit v Rusku (např. poloostrov v Bajkalu či mys v Barentsově moři).